# Şuşa (district)
Şuşa (ook geschreven als Shusha, en sjoesja) is een district in Azerbeidzjan.
Şuşa telt 30.300 inwoners (01-01-2012) op een oppervlakte van 289 km²; de bevolkingsdichtheid is dus 105 inwoners per km². De hoofdstad is het gelijknamige Şuşa.
Şuşa stond sinds de oorlog in Nagorno-Karabach onder controle van de afgescheiden niet-erkende Republiek Artsach, maar kwam in 2020 weer onder Azerbeidzjaanse controle in een nieuwe oorlog.